# Nesquehoning (Pennsylvanie)
Pour les articles homonymes, voir Nesquehoning.
Nesquehoning est un borough situé à l'ouest du comté de Carbon, en Pennsylvanie, aux États-Unis,. En 2010, il comptait une population de 3 349 habitants.

## Démographie
Lors du recensement de 2010, le borough comptait une population de 3 349 habitants. Elle est estimée, en 2017, à 3 245 habitants.

### Source de la traduction
- (en) Cet article est partiellement ou en totalité issu de l’article de Wikipédia en anglais intitulé « Nesquehoning, Pennsylvania » (voir la liste des auteurs).